# Arrastão Genúnio
Arrastão (em armênio/arménio: Առաստոմ; romaniz.: Aṙastom) foi um nobre armênio (nacarar) do século V, membro da família Genúnio.

## Nome
O nome armênio Arrastão (Առաստոմ, Aṙastom) tem origem iraniana e está etimologicamente ligado a Rustã, o herói das estórias narradas no Xanamé de Ferdusi.

## Contexto

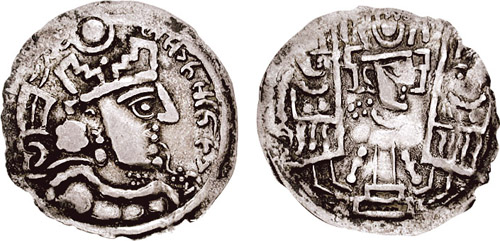
Dracma de r.

Em 428, os nacarares da Armênia peticionaram ao xainxá Vararanes V (r. 420–438) para que destronasse o rei Artaxias IV (r. 422–428) e abolisse a dinastia arsácida. Para governar o país, Vemir-Sapor foi nomeado como marzobã e e Vaanes II foi designado à tenência real. Vemir-Sapor morreu em 442, após uma administração considerada justa e liberal, na qual conseguiu manter a ordem sem ferir o sentimento nacional de frente. Vasaces I substituiu-o como marzobã. Vararanes permitiu a manutenção do cristianismo, enquanto procurava acabar com a influência do Império Bizantino sobre a Igreja da Armênia ao anexá-la à Igreja do Oriente. Contudo, seu filho e sucessor, Isdigerdes II (r. 438–457), era um pietista masdeísta e se comprometeu a impor o masdeísmo na Armênia, exigindo que a nobreza apostatasse e fundando templos de fogo sobre igrejas. Sob a liderança de Vardanes II, se revoltaram, mas foram derrotados em junho (ou 26 de maio) de 451 na Batalha de Avarair; a maioria dos nacarares que participaram da revolta foram então deportados à capital persa de Ctesifonte. Após Avarair, os armênios foram constantemente chamados pelos iranianos para expedições militares distantes e foram obrigados a aceitar o crescente poder dos apóstatas. No contexto, receberam bem o apelo da revolta de Vactangue I (r. 447–522), que sublevou contra os persas.

## Vida

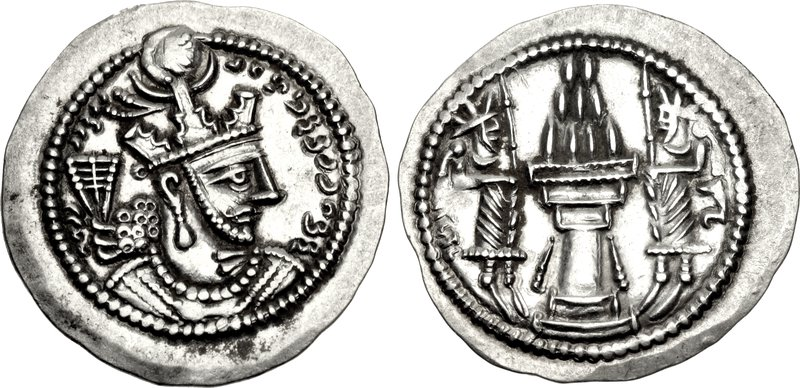
Dracma de r.

Arrastão era irmão de Atão. Em 481, participou ao lado de Atão na revolta contra o Império Sassânida liderada por Vaanes I na Armênia. Nesse ano, esteve na Batalha de Acorri, que opôs um pequeno contingente de 400 revoltosos e um exército de sete mil soldados liderados pelo marzobã Adar Gusnaspe (465–481), onde liderou com Atão a ala direita das tropas de Vaanes. Os irmãos quase conseguiram matar Gideão Siuni, um nobre armênio que aliou-se aos iranianos. No rescaldo, dirigiu-se a Dúbio, onde desmentiu à população que os armênios haviam perdido a luta, como alegaram Vargoxe e Vasaces, dois nobres pró-iranianos que pretendiam criar pânico nos citadinos da capital da Armênia.